# Pontonema elongatum
Pontonema elongatum is een rondwormensoort uit de familie van de Oncholaimidae.